# Lazzaretto di Roma

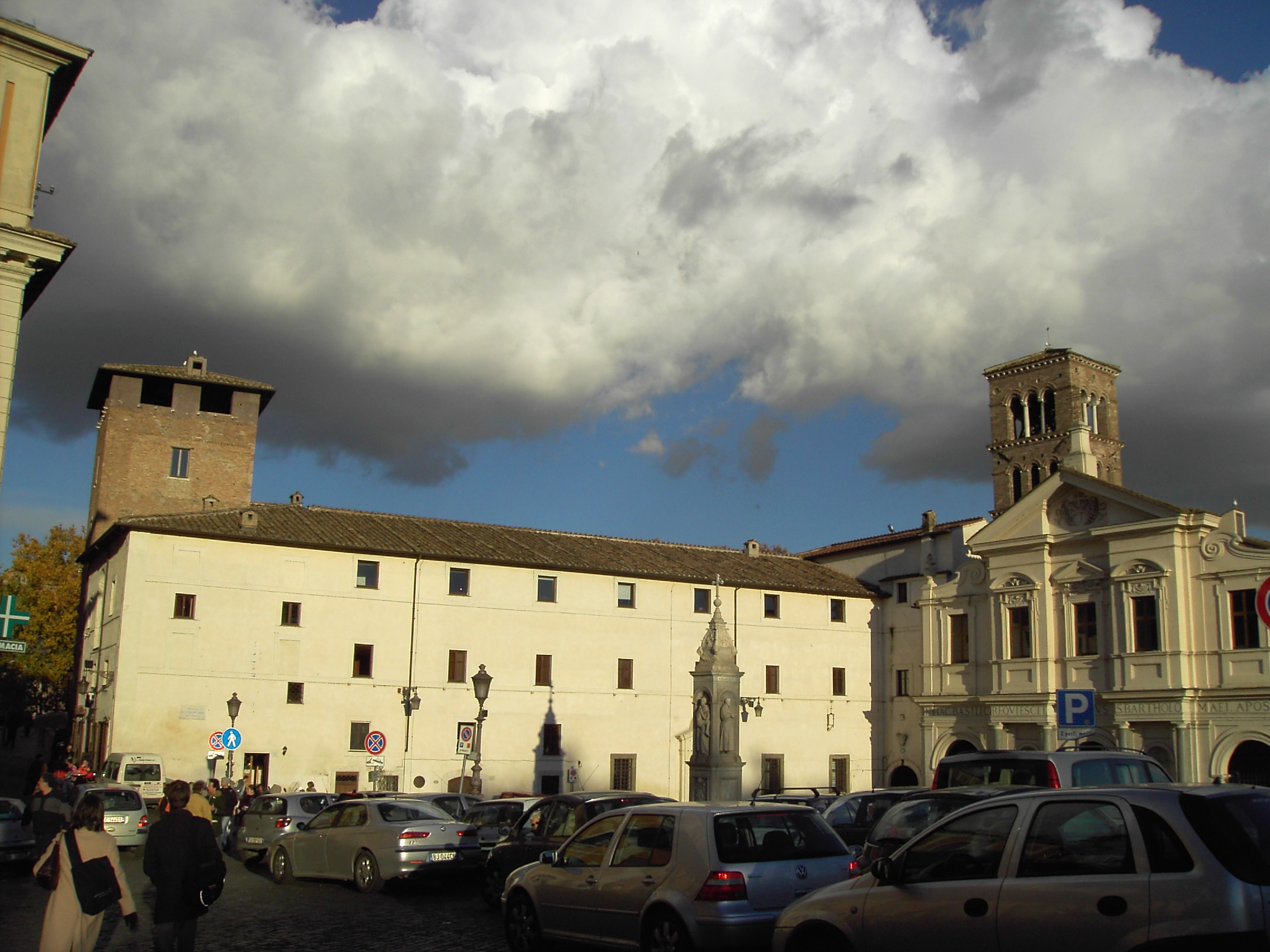
Roma, il convento dell'Isola Tiberina, detto "Il lazzaretto brutto".

Si hanno notizie storiche sull'istituzione nella Roma altomedioevale del X secolo di una serie di luoghi in cui venivano confinati i lebbrosi espulsi dall'Urbe come ad esempio: 
- a nord, all'arrivo della via Francigena, era situata la Chiesa di San Lazzaro da cui i pellegrini ammalati di lebbra venivano inviati verso quello che viene descritto come il più grande "lazzaretto" d'Europa che sorgeva ai piedi del Mons Gaudii (Monte Mario), fuori dalle mura, sull'attuale area del Tribunale di Roma [1];
- a sud sulla via Ardeatina ai margini dell'ager nei pressi dell'antica rocca di Ardea (all'epoca abbandonata) e al limite con le paludi pontine (quando questo territorio afferiva ai monaci benedettini della Abbazia di San Paolo fuori le mura), v'è memoria di un'area il cui nome è ancora oggi Casalazzara[2];
- ad est forse nei pressi di Palombara Sabina già in età tardo antica[3].

## Descrizione
In quell'epoca infatti le misure messe in atto contro il contagio erano basate sul paradigma dell'esclusione: i lebbrosi dovevano indossare sonagli e abiti vistosi, venivano allontanati da qualsiasi forma di vita sociale e confinati nei lazzaretti. Si è parlato per questo di espulsione della lebbra e altre malattie ai margini della comunità, fuori dalle porte delle città, dove si moltiplicarono le "città maledette" dei lazzaretti e lebbrosari su tutto il territorio europeo fino a raggiungere, al termine dell'epoca delle crociate, circa le 19.000 unità.
A partire dal XIII secolo si assiste nella Roma bassomedioevale all'abbandono di tali luoghi dell'esclusione e alla proliferazione di ospizi di ricovero e di carità verso i malati, posti vicino ai luoghi di culto e dunque all'interno del territorio urbano. Si tratta di un movimento che culmina nel XV secolo con la ricostruzione dell'ospedale di Santo Spirito in Borgo e con il potenziamento dell'Ospedale del Salvatore (odierno San Giovanni) ai Monti e di circa una trentina di altri ospedali-ospizi rionali. Nello Stato Pontificio furono istituiti dei lazzaretti come luoghi di quarantena nei principali porti di Civitavecchia e Ancona.
Per quanto riguarda il tentativo di limitare la diffusione del morbo della peste se ne fece carico la congregazione dei Fatebenefratelli, con l'ospedale fondato dagli adepti di San Giovanni di Dio sull'Isola Tiberina. Nel 1656, durante l'ultima gravissima pestilenza che colpì Roma, si stabilì di riservare l'ospedale Fatebenefratelli agli ammalati di peste sfruttando il naturale isolamento garantito dall'isola stessa nel centro della città, ma isolata da due bracci di fiume. L'isola, sgomberata della popolazione e utilizzata per ammassarvi gli ammalati, divenne una grande zona di eccezione in cui - sospesa la legge a causa dell'epidemia - furono internati forzatamente gli ammalati nel tentativo di curarli e comunque di limitare il contagio. Nell'ottica della cura degli ammalati e del controllo del territorio urbano per delimitare la diffusione del morbo della peste tipica di quest'epoca, l'intera isola fu dunque adibita a lazzaretto per gli appestati e prese così il nome di Lazzaretto Brutto.